# 小林紗貴
小林 紗貴（こばやし さき、1982年9月9日 - ）は東京都出身の歌手。身長162 cm。血液型O型。

## 略歴
2000年、フジテレビ系『とんねるずのみなさんのおかげでした』でのオーディションの末、野猿の妹分｢女猿｣の一員として活動開始（2004年、女猿は解散した）。
2001年1月24日、野猿の10枚目のシングル「star」でyaen front 4 men feat.sakiとして歌手デビュー。
野猿の解散ライブ｢完全撤収｣などの9公演にもメインボーカルやバックコーラスとして参加した。現在はボイストレーナー。

## シングル
- star（2001年1月24日）
yaen front 4 men feat.sakiとして
オリコン最高9位